# Municipio de Liberty (condado de Putnam, Ohio)
El municipio de Liberty (en inglés: Liberty Township) es un municipio ubicado en el condado de Putnam en el estado estadounidense de Ohio. En el año 2010 tenía una población de 1531 habitantes y una densidad poblacional de 16,25 personas por km².

## Geografía
El municipio de Liberty se encuentra ubicado en las coordenadas 41°7′41″N 84°3′50″O / 41.12806, -84.06389. Según la Oficina del Censo de los Estados Unidos, el municipio tiene una superficie total de 94.22 km², de la cual 94,17 km² corresponden a tierra firme y (0,05 %) 0,04 km² es agua.

## Demografía
Según el censo de 2010, había 1531 personas residiendo en el municipio de Liberty. La densidad de población era de 16,25 hab./km². De los 1531 habitantes, el municipio de Liberty estaba compuesto por el 94,45 % blancos, el 0,2 % eran afroamericanos, el 0,26 % eran asiáticos, el 3,85 % eran de otras razas y el 1,24 % eran de una mezcla de razas. Del total de la población el 9,01 % eran hispanos o latinos de cualquier raza.